# Alexandru Danielopol
Alexandru D. Danielopol (n. 17 mai 1916, București, România – d. 8 februarie 2009, Paris, Franța) a fost un jurist român, cu o bogată carieră diplomatică, fiul medicului Daniel Danielopolu și al Piei Pillat, sora poetului Dinu Pillat. Bunicul său patern, Gheorghe Danielopolu (1837-1913), a fost un cunoscut specialist în drept roman, profesor de la Facultatea de Drept din București, în timp ce prin latura maternă se trăgea din familia Brătienilor. După numele bunicului va fi botezat și fratele lui Alexandru - Gheorghe. Unele studii afirmă că, în ciuda nuanței grecești, numele este românesc și provine din zona Brașovului. Un Alexandru Danielopol exista și la 1851, în București.

## Școala
Școala primară a făcut-o la București. Ulterior, la recomandarea lui Titulescu, bun prieten cu tatăl său, a urmat Colegiul Iezuiților din Evreux (Franța), pe care l-a terminat cu rezultate deosebite. Pe durata studiilor, în timpul vacanțelor, a avut ocazia să petreacă timpul pe malul lacului Leman, la reședința din Geneva a marelui diplomat, acesta devenindu-i mentor. După terminarea colegiului din Franța a revenit în țară și a urmat Facultatea de Drept din București, pe care a absolvit-o cu „Magna cum laude”. Avea tradiție în familie, nu numai bunicul patern - profesor universitar și decan al baroului de avocați, ci și pe unchiul său Gheorghe G. (1874-1919) - avocat și ministru. Titulescu l-a luat sub aripa sa și l-a plimbat chiar și la întâlniri discrete, pentru a-l forma și pentru a-i transmite dragostea de această meserie. Începe să participe la viața culturală și socială românească.
O perioadă (1937-1938) a cochetat cu poezia, publicând în revista orădeană „Cele trei Crișuri” (Souvenir d'enfants, Sonnet, Les cloches tragique), T'en souviens-tu?...). Face parte din delegația de 11 tineri cu care România participă la Conferința tineretului din țările dunărene, desfășurată la Praga 25-27 februarie 1938. Cu această ocazie va prezenta și un raport privind raporturile dintre tineretul român și Franța. Comisia culturală, din care a făcut parte și Al. Danielopolu, a întocmit Rezoluția adoptată în unanimitate de Conferință.

## Cariera în România
După ce a terminat facultatea, în timpul celui de-Al Doilea Război Mondial, a fost mobilizat ca rezervist pe frontul de est, batalionul său participând la luptele de la Odessa. Pentru faptele sale de vitejie a fost decorat cu medalia ”Coroana României” cu spade și panglica de virtute militară. După cucerirea orașului, a fost asistent la Facultatea de drept a Universității din Odessa, având astfel ocazia să studieze intens literatura rusă și lucrările de drept. După ce a fost demobilizat, Mihai Antonescu, fostul lui profesor din facultate, devenit adjunctul generalului Ion Antonescu, l-a ajutat să aducă în țară tratate de drept sovietic. De asemenea, până în 1944 a fost jurist la Banca „Creditul Industrial”, condusă de liberali apropiați de familia Brătianu.
După 23 august 1944 va avea ocazia ca, la nici 29 de ani, la sugestia lui Savel Rădulescu, să fie membru în Comisia Română pentru Aplicarea Armistițiului cu Aliații, în calitate de jurist de drept internațional, cunoscător al limbii ruse dar și al legislației sovietice. În acest scop a fost imediat încadrat în Ministerul de Externe ca secretar de legație. Punctul forte al activității în Comisie l-a constituit negocierea pentru Articolul 5 din Convenția de armistițiu, singurul care se referea la oameni și care, până la el, fusese refuzat de toții membrii Comisiei conduse de Constantin Vișoianu. Alexandru Danielopol a reușit să găsească o condiție cumulativă pe care trebuiau să o îndeplinească cei care erau considerați de partea sovietică drept „cetățeni sovietici” și, astfel, peste 300.000 de mii de refugiați basarabeni, bucovineni și herțeni au fost salvați de la deportarea în Gulagul rusesc. La 7 mai 1946 este avansat în grad de secretar de Legație cl.II în cadrul Ministerului Afacerilor Străine. Începând cu iulie 1948 este numit șef de secție tehnică la Direcțiunea Generală a Aviației Civile din cadrul Ministerului Comunicațiilor.

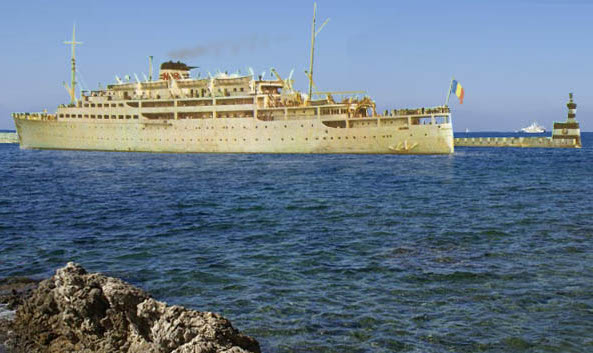
Pachebotul "Transilvania" în 1967 salvat de Alexandru Danielopol de la confiscare în contul despăgubirilor de război.

Activitatea sa a fost răsplătită personal de prim-ministrul israelian, doamna Golda Meir, care i-a oferit medalia Knesset-ului pentru salvarea evreilor din Basarabia și Bucovina care se refugiaseră în România pe timpul Comisiei de Armistițiu și pentru posibilitatea oferită acestora de a ajunge în Israel, în vederea adăpostirii lor.
Tot datorită pregătirii sale juridice deosebite, a dovedit, pe baza Codului Civil sovietic, că pretenția de preluare, drept despăgubire de război, a vasului de croazieră românesc „Transilvania”, era ilegală.
Cu toate astea, viața sa de după război a fost permanent tensionată. La „sugestia” Anei Pauker, Alexandru Danielopol a fost transferat de la Ministerul Afacerilor Externe la Direcția Aviației Civile - TAROM. Aici a avut ocazia să-și pună în valoare pregătirea în domeniul dreptului aerian. Astfel, a elaborat Codul aerian român (1953), al treilea din lume, care a stat la baza elaborării majorității celorlalte coduri aeriene naționale și care a stat în vigoare nu mai puțin de 45 de ani. A făcut demersuri pentru crearea unui Institut de Medicină Aeronautică în cadrul Academiei Române. În același an inițiază separarea transporturilor în două ministere distincte, aviația și marina fiind preluate de Ministerul Transporturilor Navale și Aeriene (MTNA). Fervent promotor al istoriei aviatice românești, a susținut numeroase conferințe și prelegeri radio.

## Paris - promotor al istoriei aviației românești
În 1974, urmându-și soția (Alexandra-Irina, n. Bossy-Ghica, n. 10 februarie 1927, București, d. 4 aprilie 2000, Paris), Alexandru Danielopol a părăsit România și s-a stabilit în Franța. Având în vedere pasiunea și experiența sa în domeniul aviatic, a desfășurat numeroase acțiuni ce i-au adus calitatea de membru în Aeroclubul Francez și, ulterior, vicepreședinte de onoare al Comisiei de istorie, artă și literatură a acestui Club (primul la nivel mondial). Din această poziție a promovat prioritățile românești în domeniul aviatic, recunoașterea rolului de pionierat al „icarilor” români:
- recunoașterea lui Traian Vuia ca pionier al aviației mondiale și stabilirea datei de 18 martie ca zi de sărbătoare, în care marele pionier al aviației este celebrat,
- amplasarea unor plăci comemorative la Issy les Moulineaux, Montesson (prima placă, 1977), și la Garches,
- promovarea instalării unui bust a lui Traian Vuia în holul primăriei din Montesson, bust realizat în București-Colentina, cu contribuția Fundației Culturale "Bartoc",
- Piața Picasso din Montesson a primit numele ilustrului aviator român (1999),
- recunoașterea meritelor lui Henri Coandă,
- recunoașterea meritelor lui Aurel Vlaicu,
- demersuri pentru reconsiderarea, la Muzeul Armatei Franceze (Domul Invalizilor), a participării României la cel de-al doilea război mondial. De necrezut, dar în spațiul consacrat acestui eveniment, România nu era deloc menționată. Intervenția energică a lui Alexandru Danielopol pe lângă directorul muzeului și rabinul-șef al Parisului, dublată, la solicitarea sa, de susținerea Asociației Române pentru Propagandă și Istoria Aeronauticii (ARPIA), a făcut ca România să figureze, pe bună dreptate, între țările care au suferit pierderi omenești considerabile în război,

„De când am ajuns în Franța am militat pentru recunoașterea meritelor pionierilor aviației românești. Mă credeau nebun, fiindcă la orice ședință a aeroclubului francez eu pomeneam despre Traian Vuia și Aurel Vlaicu.”

## Recunoaștere
Pentru activitatea sa în acest domeniu, în afară de calitatea de vicepreședinte de onoare a Comisiei de istorie a Aeroclubului Francez, a primit și alte onoruri. A fost ales:
- membru al Uniunii Mondiale a Intelectualilor (l'Union Mondiale des Intellectuels), societate de studii și istorie militară, alături de Gustave Pordea, Sébastien Sabetay,[21]
- membru al Societății Franceze de Drept Aerian și Spațial,
- membru al Societății Britanice de Istorie a Aviației,
- membru al Societății Braziliene de Drept Aerian,
- membru al Societății Americane de Istoria Aviației,
- membru al Academiei Româno-Americane de Arte și Științe etc.

A primit numeroase medalii, diplome și distincții:
- Medalia Aeroclubului Franței,
- medalia omagială privind aportul la recunoașterea activității de pionierat a lui Traian Vuia,
- titlul de membru „honoris causa” și „Medalia de Merit” a Uniunii Juriștilor din România,
- diploma Asociației „Pionierii franco-români/CIDNA”,
- diploma de onoare a Autorității Aeronautice Civile Române,
- medalia „Crucea comemorativă a celui de-al doilea război mondial”,[22]
- prin Decretul nr. 1092 din 8 septembrie 2006 semnat de Președintele României i-a fost conferit Ordinul Național „Serviciul Credincios” în grad de Comandor.

## Sfârșit de drum
Ultimul său drum în țara pe care a iubit-o a fost la sfârșitul anului 2008, ca invitat special la Congresul Spiritualității Românești de la Alba Iulia.
Dar au fost și alte ocazii în care s-a exprimat public asupra activității sale. Spre exemplu, a fost o înregistrare realizată la Paris, în 1979, rămasă în Arhiva de istorie orală RADOR, sau alta, privitoare la Nicolae Titulescu, din 17 octombrie 1978. De asemenea, a fost interviul acordat lui Liviu Vălenaș în 2004, în Franța, la Château-Thierry.
A murit în după-amiaza zilei de 8 februarie 2009 la Căminul pentru bătrâni „Anselme Payen” din Paris. A fost înmormântat în cimitirul Bagneux de lângă Paris, deși ultima sa dorință a fost să fie adus în țară. În urma căsătoriei cu Alexandra-Irina, n. Bossy-Ghica, nu a avut urmași direcți, dar azi putem afla prin viu grai despre Alexandru Danielopol de la nepoata sa, Irina Bossy-Ghica.

## Rapoarte, articole, interviuri
- Danielopol, Alexandru - La jeunesse roumaine et la France. Rapport présenté à Prague au Congrès de la jeunesse des pays de l'Europe Centrale. 25-27 Févriere 1938, par Société d'études internationales „Louis Barthou”, București, 1938, Tip. Litera, Société d'études internationales „Louis Barthou”,
- Danielopol, Alexandru - Recherches sur la documentation relative à l’étude du Droit Privé sovietique: (contribution bibliographique à la science du Droit Comparé), Institut de Arte Grafice Eminescu, 1943,
- Vălenaș, Liviu - În culisele negocierilor cu Uniunea Sovietică 1934-1947. Convorbiri cu Alexandru Danielopol, Editura Vremea, 2001,
- Vălenaș, Liviu - Tragedia basarabenilor și bucovinenilor 1940-1951. Convorbiri cu Alexandru Danielopol, Editura Saeculum I.O., 2018.

## Monografii, istorii
- Novac, Ionel - Alexandru Ion Danielopol – eroul regăsit …uitat, în Newsletter-ul Ambasadei României la Paris, 2007,
- Novac, Ionel - In memoriam: Alexandru Danielopol[nefuncțională]
, în Newsletter-ul Ambasadei României la Paris, p.11, 2009.